# Erik Husfeldt
Erik Husfeldt, född 20 december 1901, död 11 november 1984, var en dansk läkare.
Erik Husfeldt blev medicine doktor 1932, var kirurg vid olika sjukhus från 1935, prosektor i kirurgi vid Köpenhamns universitet 1938–1939, lektor i kirurgi där 1941–1943, blev professor där 1943 och chef för Rigshospitalets kirurgiska poliklinik. Han blev ordförande i styrelsen för P. Carl Petersens Fond 1947. Husfeldt inträdde tidigt i motståndsrörelsen under den tyska ockupationen och blev medlem av Danmarks Frihedsraad, 1945–1946 var han medlem av Frihetsrörelsens samråd. Husfeldt var medlem av den danska delegationen vid FN:s konferens i San Francisco 1945 och var från 1946 ordförande i huvudstyrelsen för de danska hemvärnsföreningarna, där han gjorde en stor insats. Husfeldt var vidare ordförande i styrelsen för tidningen Information som efter andra världskriget blev en fortsättning av den illegala nyhetsbyrån Information.